# Parafia św. Józefa w Fanianowie
Parafia św. Józefa w Fanianowie – rzymskokatolicka parafia w dekanacie Łobżenica diecezji bydgoskiej. Została utworzona 1 kwietnia 1936 r.
Na obszarze parafii leżą miejscowości: Dębno, Dziunin, Fanianowo, Ferdynandowo, Liszkowo, Puszczka, Zdrogowo oraz część miejscowości Liszkówko.

## Proboszczowie po  II wojnie światowej
- do 1964 roku ks. radca Alfons Billert,
- 1964–1974 ks. kanonik Konrad Hildebrandt,
- 1974–1985 ks. Stanisław Błażejczak,
- 1985–1995 ks. Janusz Pytlik,
- 1995–2000 ks. Henryk Czapliński,
- 2000–2005 ks. Adam Przyborski,
- 2005–2009 ks. kanonik Karol Glesmer,
- 2009–2019 ks. Stanisław Bezler,
- od 2019 ks. Piotr Mleczek.